# Élections législatives de 2024 dans le Val-de-Marne
Les élections législatives françaises de 2024 dans le Val-de-Marne se déroulent les 30 juin et 7 juillet 2024. Dans le département, onze députés sont à élire dans le cadre de onze circonscriptions, à la suite de la dissolution de l'Assemblée nationale par Emmanuel Macron.
Le choix de cette dissolution est pris après la défaite de la liste Renaissance aux élections européennes qui ont eu lieu le 9 juin 2024.

## Contexte
| Circonscription | RN      | ENS     | PS - PP | LFI     | LR      | LÉ      | REC    |
| --------------- | ------- | ------- | ------- | ------- | ------- | ------- | ------ |
| Circonscription |         |         |         |         |         |         |        |
| 1re             | 17,12 % | 17,70 % | 15,83 % | 13,99 % | 9,99 %  | 6,90 %  | 7,31 % |
| 2e              | 17,04 % | 9,33 %  | 10,95 % | 36,73 % | 4,86 %  | 4,46 %  | 5,12 % |
| 3e              | 27,29 % | 12,06 % | 9,92 %  | 25,02 % | 6 %     | 3,63 %  | 4,85 % |
| 4e              | 24,99 % | 15,55 % | 12,85 % | 16,33 % | 7,83 %  | 5,36 %  | 5,66 % |
| 5e              | 17,61 % | 17,1% % | 15,29 % | 16,44 % | 9,74 %  | 6,41 %  | 6,64 % |
| 6e              | 11,46 % | 17,31 % | 20,83 % | 13,51 % | 10,38 % | 10,04 % | 7,33 % |
| 7e              | 19,26 % | 14,71 % | 15,08 % | 22,53 % | 6,74 %  | 6,29 %  | 4,76 % |
| 8e              | 17,12 % | 17,1% % | 15,22 % | 14,35 % | 11,08 % | 7,92 %  | 8,08 % |
| 9e              | 17,18 % | 10,09 % | 15,28 % | 29,48 % | 4,49 %  | 6,96 %  | 4,27 % |
| 10e             | 13,38 % | 9,49 %  | 15,27 % | 33,28 % | 3,52 %  | 7,84 %  | 3,51 % |
| 11e             | 12,88 % | 11,84 % | 18,03 % | 27,01 % | 4,48 %  | 9,47 %  | 3,64 % |

## Système électoral
Les élections législatives ont lieu au scrutin uninominal majoritaire à deux tours dans des circonscriptions uninominales.
Est élu au premier tour le candidat qui réunit la majorité absolue des suffrages exprimés et un nombre de voix au moins égal au quart des électeurs inscrits dans la circonscription, soit 25 %. Si aucun des candidats ne satisfait ces conditions, un second tour est organisé entre les candidats ayant réuni un nombre de voix au moins égal à un huitième des inscrits, soit 12,5 %. Les deux candidats arrivés en tête du 1er tour se maintiennent néanmoins par défaut si un seul ou aucun d'entre eux n'a atteint ce seuil. Au second tour, le candidat arrivé en tête est déclaré élu,.
Le seuil de qualification basé sur un pourcentage du total des inscrits et non des suffrages exprimés rend plus difficile l'accès au second tour lorsque l'abstention est élevée. Le système permet en revanche l'accès au second tour de plus de deux candidats si plusieurs d'entre eux franchissent le seuil de 12,5 % des inscrits. Les candidats en lice au second tour peuvent ainsi être trois, un cas de figure appelé « triangulaire ». Les second tours où s'affrontent quatre candidats, appelés « quadrangulaire » sont également possibles, mais beaucoup plus rares,.

### Partis et nuances
Les résultats des élections sont publiés en France par le ministère de l'Intérieur, qui classe les partis en leur attribuant des nuances politiques. Ces dernières sont décidées par les préfets, qui les attribuent indifféremment de l'étiquette politique déclarée par les candidats, qui peut être celle d'un parti ou une candidature sans étiquette.
Seuls le Parti communiste français (COM), La France insoumise (FI), le Parti socialiste (SOC), le Parti radical de gauche (RDG), Les Écologistes (VEC), Renaissance (RE), le Mouvement démocrate (MDM), Horizons (HOR), l'Union des démocrates et indépendants (UDI), Les Républicains (LR), le Rassemblement national (RN) et Reconquête (REC) se voient attribuer en 2024 des nuances propres. Les coalitions Ensemble et Nouveau front populaire, ainsi que les candidats de l'alliance LR-Ciotti-RN, en bénéficient également indirectement, les nuances Ensemble ! (Majorité présidentielle) (ENS), Union de la gauche (UG) et Union de l'extrême-droite (UXD) étant attribuables aux candidats bénéficiant respectivement du soutien de deux partis du centre, de deux partis de gauche ou de deux partis d'extrême-droite,.
Tous les autres partis se voient attribuer l'une ou l'autre des nuances suivantes : EXG (extrême gauche), DVG (divers gauche), ECO (écologiste), REG (régionaliste), DVC (divers centre), DVD (divers droite), DSV (droite souverainiste) et EXD (extrême droite). Des partis comme Debout la France ou Lutte ouvrière ne disposent ainsi pas de nuances propres, et leurs résultats nationaux ne sont pas publiés séparément par le ministère, car mélangés avec d'autres partis (respectivement dans les nuances DSV et EXG).

## Élus
| Circonscription | Député sortant             | Parti | Parti | Groupe    | Député élu ou réélu        | Parti | Parti | Groupe   |
| --------------- | -------------------------- | ----- | ----- | --------- | -------------------------- | ----- | ----- | -------- |
| 1re             | Frédéric Descrozaille      |       | RE    | RE        | Sylvain Berrios            |       | LR    | App. HOR |
| 2e              | Clémence Guetté            |       | LFI   | LFI-NUPES | Clémence Guetté            |       | LFI   | LFI-NFP  |
| 3e              | Louis Boyard               |       | LFI   | LFI-NUPES | Louis Boyard               |       | LFI   | LFI-NFP  |
| 4e              | Maud Petit                 |       | MoDem | DEM       | Maud Petit                 |       | MoDem | DEM      |
| 5e              | Mathieu Lefèvre            |       | RE    | RE        | Mathieu Lefèvre            |       | RE    | EPR      |
| 6e              | Guillaume Gouffier-Valente |       | RE    | RE        | Guillaume Gouffier-Valente |       | RE    | EPR      |
| 7e              | Rachel Keke                |       | LFI   | LFI-NUPES | Vincent Jeanbrun           |       | LR    | DR       |
| 8e              | Michel Herbillon           |       | LR    | LR        | Michel Herbillon           |       | LR    | DR       |
| 9e              | Isabelle Santiago          |       | PS    | SOC       | Isabelle Santiago          |       | PS    | SOC      |
| 10e             | Mathilde Panot             |       | LFI   | LFI-NUPES | Mathilde Panot             |       | LFI   | LFI-NFP  |
| 11e             | Sophie Taillé-Polian       |       | G·s   | ÉCO-NUPES | Sophie Taillé-Polian       |       | G·s   | ÉcoS     |

### Taux de participation
| Taux de participation | 1er tour | 1er tour | 1er tour   | 2d tour | 2d tour | 2d tour    | Différence entre les deux tours |
| Taux de participation | En 2022  | En 2024  | Différence | En 2022 | En 2024 | Différence | Différence entre les deux tours |
| --------------------- | -------- | -------- | ---------- | ------- | ------- | ---------- | ------------------------------- |
| À midi                | 12,12 %  | 18,29 %  | 6,17       | 10,90 % | 17,07 % | 6,17       | 1,22                            |
| À 17 heures           | 33,01 %  | 52,05 %  | 19,04      | 31,16 % |         |            |                                 |
| Final                 | 47,58 %  | 67,98 %  | 20,4       | 46,95 % | 67,64 % | 20,69      | 0,34                            |

### Cartes

Nuance politique des candidats arrivés en tête dans chaque commune au 1er tour.
Nuance politique des candidats arrivés en tête dans chaque commune au 2e tour.

### Résultats à l'échelle du département
| Parti et coalition                          | Parti et coalition                                                 | Parti et coalition                                                 | Premier tour | Premier tour | Premier tour | Second tour   | Second tour   | Second tour | Total Sièges  | +/-           |  |
| Parti et coalition                          | Parti et coalition                                                 | Parti et coalition                                                 | Voix         | %            | Sièges       | Voix          | %             | Sièges      | Total Sièges  | +/-           |  |
| ------------------------------------------- | ------------------------------------------------------------------ | ------------------------------------------------------------------ | ------------ | ------------ | ------------ | ------------- | ------------- | ----------- | ------------- | ------------- |  |
|                                             |                                                                    | La France insoumise (LFI)                                          | 122 535      | 22,85        | 2            | 81 617        | 22,40         | 1           | 3             | 1             |  |
|                                             | Parti socialiste (PS)                                              | 40 206                                                             | 7,50         | 1            | 21 743       | 5,97          | 0             | 1           | en stagnation |               |  |
|                                             | Génération.s (G.s)                                                 | 24 447                                                             | 4,56         | 1            |              |               |               | 1           | en stagnation |               |  |
|                                             | Les Écologistes (LÉ)                                               | 24 417                                                             | 4,55         | 0            | 26 049       | 7,15          | 0             | 0           | en stagnation |               |  |
|                                             | Parti communiste français (PCF)                                    | 22 657                                                             | 4,22         | 0            | 23 845       | 6,54          | 0             | 0           | en stagnation |               |  |
| Total Nouveau Front populaire (NFP)         | Total Nouveau Front populaire (NFP)                                | 234 262                                                            | 43,68        | 4            | 153 254      | 42,06         | 1             | 5           | 1             |               |  |
|                                             |                                                                    | Renaissance (RE)                                                   | 91 013       | 16,97        | 0            | 65 500        | 17,98         | 2           | 2             | 1             |  |
|                                             | Mouvement démocrate (MoDem)                                        | 15 287                                                             | 2,85         | 0            | 18 454       | 5,07          | 1             | 1           | en stagnation |               |  |
|                                             | Parti radical (PRV)                                                | 4 964                                                              | 0,93         | 0            |              |               |               | 0           | Nv            |               |  |
| Total Ensemble pour la République (ENS)     | Total Ensemble pour la République (ENS)                            | 111 264                                                            | 20,75        | 0            | 83 954       | 23,04         | 3             | 3           | 1             |               |  |
|                                             |                                                                    | Rassemblement national (RN)                                        | 88 255       | 16,46        | 0            | 32 975        | 9,05          | 0           | 0             | en stagnation |  |
|                                             | Mouvement conservateur (MC)                                        | 12 491                                                             | 2,33         | 0            | 13 810       | 3,79          | 0             | 0           | Nv            |               |  |
| Total Rassemblement national et alliés (RN) | Total Rassemblement national et alliés (RN)                        | 100 746                                                            | 18,79        | 0            | 46 785       | 12,84         | 0             | 0           | en stagnation |               |  |
|                                             |                                                                    | Les Républicains (LR)                                              | 59 963       | 11,18        | 0            | 80 343        | 22,05         | 3           | 3             | 2             |  |
|                                             | Nouvelle Énergie (NÉ)                                              | 2 325                                                              | 0,43         | 0            |              |               |               | 0           | Nv            |               |  |
|                                             | Soyons libres (SL)                                                 | 1 504                                                              | 0,28         | 0            | 0            | Nv            |               |             |               |               |  |
|                                             | Les Centristes - Le Nouveau Centre (LC)                            | 820                                                                | 0,15         | 0            | 0            | Nv            |               |             |               |               |  |
| Total Union de la droite et du centre (UDC) | Total Union de la droite et du centre (UDC)                        | 64 612                                                             | 12,05        | 0            | 80 343       | 22,05         | 3             | 3           | 2             |               |  |
|                                             | Reconquête (REC)                                                   | Reconquête (REC)                                                   | 7 168        | 1,34         | 0            |               |               |             | 0             | en stagnation |  |
|                                             | Lutte ouvrière (LO)                                                | Lutte ouvrière (LO)                                                | 5 506        | 1,03         | 0            | 0             | en stagnation |             |               |               |  |
|                                             | Verts démocrates - Union des démocrates et indépendants (VD - UDI) | Verts démocrates - Union des démocrates et indépendants (VD - UDI) | 4 191        | 0,78         | 0            | 0             | Nv            |             |               |               |  |
|                                             |                                                                    | Alliance centriste (AC)                                            | 1 292        | 0,24         | 0            | 0             | en stagnation |             |               |               |  |
|                                             | Innovation citoyenne (IC)                                          | 870                                                                | 0,16         | 0            | 0            | Nv            |               |             |               |               |  |
|                                             | La Démocratie ensemble (LDE)                                       | 717                                                                | 0,13         | 0            | 0            | Nv            |               |             |               |               |  |
| Total Le Centre (LC)                        | Total Le Centre (LC)                                               | 2 879                                                              | 0,54         | 0            | 0            | en stagnation |               |             |               |               |  |
|                                             | Écologie au centre (ÉAC)                                           | Écologie au centre (ÉAC)                                           | 1709         | 0,32         | 0            | 0             | en stagnation |             |               |               |  |
|                                             | Debout la France (DLF)                                             | Debout la France (DLF)                                             | 939          | 0,18         | 0            | 0             | en stagnation |             |               |               |  |
|                                             | Utiles                                                             | Utiles                                                             | 543          | 0,10         | 0            | 0             | Nv            |             |               |               |  |
|                                             | Nouveau Parti anticapitaliste - Révolutionnaires (NPA-R)           | Nouveau Parti anticapitaliste - Révolutionnaires (NPA-R)           | 534          | 0,10         | 0            | 0             | Nv            |             |               |               |  |
|                                             | Équinoxe                                                           | Équinoxe                                                           | 293          | 0,05         | 0            | 0             | Nv            |             |               |               |  |
|                                             | Parti des travailleurs (PT)                                        | Parti des travailleurs (PT)                                        | 184          | 0,03         | 0            | 0             | en stagnation |             |               |               |  |
|                                             | Dissidents Ensemble pour la République                             | Dissidents Ensemble pour la République                             | 179          | 0,03         | 0            | 0             | en stagnation |             |               |               |  |
|                                             | Liberté démocratique française (LDF)                               | Liberté démocratique française (LDF)                               | 82           | 0,02         | 0            | 0             | Nv            |             |               |               |  |
|                                             | Autres partis                                                      | Autres partis                                                      | 386          | 0,07         | 0            | 0             | en stagnation |             |               |               |  |
|                                             | Sans étiquette (SE)                                                | Sans étiquette (SE)                                                | 806          | 0,15         | 0            | 0             | en stagnation |             |               |               |  |
|                                             |                                                                    |                                                                    |              |              |              |               |               |             |               |               |  |
| Suffrages exprimés                          | Suffrages exprimés                                                 | Suffrages exprimés                                                 | 536 283      | 97,92        |              | 364 336       | 97,35         |             |               |               |  |
| Votes blancs                                | Votes blancs                                                       | Votes blancs                                                       | 8 059        | 1,47         | 7 435        | 1,99          |               |             |               |               |  |
| Votes nuls                                  | Votes nuls                                                         | Votes nuls                                                         | 3 357        | 0,61         | 2 469        | 0,66          |               |             |               |               |  |
| Total                                       | Total                                                              | Total                                                              | 547 699      | 100          | 4            | 374 240       | 100           | 7           | 11            | en stagnation |  |
| Abstentions                                 | Abstentions                                                        | Abstentions                                                        | 257 941      | 32,02        |              | 179 028       | 32,36         |             |               |               |  |
| Inscrits/Participation                      | Inscrits/Participation                                             | Inscrits/Participation                                             | 805 640      | 67,98        | 553 268      | 67,64         |               |             |               |               |  |

#### Résultats par nuances
| Nuance                 | Nuance                               | Nuance                 | Premier tour | Premier tour | Premier tour | Second tour | Second tour   | Second tour | Total Sièges | +/-           |  |
| Nuance                 | Nuance                               | Nuance                 | Voix         | %            | Sièges       | Voix        | %             | Sièges      | Total Sièges | +/-           |  |
| ---------------------- | ------------------------------------ | ---------------------- | ------------ | ------------ | ------------ | ----------- | ------------- | ----------- | ------------ | ------------- |  |
|                        | Union de la gauche                   | UG                     | 234 262      | 43,68        | 4            | 153 254     | 42,06         | 1           | 5            | 1             |  |
|                        | Ensemble pour la République !        | ENS                    | 111 264      | 20,75        | 0            | 83 954      | 23,04         | 3           | 3            | 1             |  |
|                        | Rassemblement national               | RN                     | 88 255       | 16,46        | 0            | 32 975      | 9,05          | 0           | 0            | en stagnation |  |
|                        | Les Républicains                     | LR                     | 43 047       | 8,03         | 0            | 51 201      | 14,05         | 2           | 2            | 1             |  |
|                        | Divers droite                        | DVD                    | 22 580       | 4,21         | 0            | 29 142      | 8,00          | 1           | 1            | 1             |  |
|                        | Union de l'extrême droite            | UXD                    | 12 491       | 2,33         | 0            | 13 810      | 3,79          | 0           | 0            | Nv            |  |
|                        | Reconquête                           | REC                    | 7 168        | 1,34         | 0            |             |               |             | 0            | en stagnation |  |
|                        | Extrême gauche                       | EXG                    | 6 515        | 1,21         | 0            | 0           | en stagnation |             |              |               |  |
|                        | Ecologistes                          | ECO                    | 4 733        | 0,88         | 0            | 0           | en stagnation |             |              |               |  |
|                        | Divers centre                        | DVC                    | 3 188        | 0,59         | 0            | 0           | en stagnation |             |              |               |  |
|                        | Union des démocrates et indépendants | UDI                    | 1 167        | 0,22         | 0            | 0           | en stagnation |             |              |               |  |
|                        | Droite souverainiste                 | DSV                    | 939          | 0,18         | 0            | 0           | en stagnation |             |              |               |  |
|                        | Divers gauche                        | DVG                    | 293          | 0,05         | 0            | 0           | en stagnation |             |              |               |  |
|                        | Divers                               | DIV                    | 204          | 0,04         | 0            | 0           | en stagnation |             |              |               |  |
|                        | Extrême droite                       | EXD                    | 177          | 0,03         | 0            | 0           | Nv            |             |              |               |  |
|                        |                                      |                        |              |              |              |             |               |             |              |               |  |
| Suffrages exprimés     | Suffrages exprimés                   | Suffrages exprimés     | 536 283      | 97,92        |              | 364 336     | 97,35         |             |              |               |  |
| Votes blancs           | Votes blancs                         | Votes blancs           | 8 059        | 1,47         | 7 435        | 1,99        |               |             |              |               |  |
| Votes nuls             | Votes nuls                           | Votes nuls             | 3 357        | 0,61         | 2 469        | 0,66        |               |             |              |               |  |
| Total                  | Total                                | Total                  | 547 699      | 100          | 4            | 374 240     | 100           | 7           | 11           | en stagnation |  |
| Abstentions            | Abstentions                          | Abstentions            | 257 941      | 32,02        |              | 179 028     | 32,36         |             |              |               |  |
| Inscrits/Participation | Inscrits/Participation               | Inscrits/Participation | 805 640      | 67,98        | 553 268      | 67,64       |               |             |              |               |  |

### Résultats par circonscription

#### Première circonscription
Député sortant : Frédéric Descrozaille (Renaissance)
| Candidat                 | Candidat                 | Parti et coalition       | Nuance                   | Premier tour | Premier tour | Second tour | Second tour |
| Candidat                 | Candidat                 | Parti et coalition       | Nuance                   | Voix         | %            | Voix        | %           |
| ------------------------ | ------------------------ | ------------------------ | ------------------------ | ------------ | ------------ | ----------- | ----------- |
|                          | Lyes Louffok             | app. LFI (NFP)           | UG                       | 19 974       | 33,03        | 21 897      | 36,63       |
|                          | Sylvain Berrios          | LR (UDC)                 | DVD                      | 16 916       | 27,97        | 29 142      | 48,75       |
|                          | Frédéric Descrozaille    | RE (ENS)                 | ENS                      | 11 232       | 18,57        | Retrait     | Retrait     |
|                          | Anne-Gaëlle Sabourin     | RN                       | RN                       | 11 100       | 18,36        | 8 738       | 14,62       |
|                          | Ludovic Morel            | REC                      | REC                      | 682          | 1,13         |             |             |
|                          | Valérie de Pierrepont    | LO                       | EXG                      | 567          | 0,94         |             |             |
|                          | Hélène Cavat             | NPA-R                    | EXG                      | 0            | 0            |             |             |
|                          |                          |                          |                          |              |              |             |             |
| Votes valides            | Votes valides            | Votes valides            | Votes valides            | 60 471       | 98,47        | 59 777      | 98,55       |
| Votes blancs             | Votes blancs             | Votes blancs             | Votes blancs             | 665          | 1,08         | 622         | 1,03        |
| Votes nuls               | Votes nuls               | Votes nuls               | Votes nuls               | 276          | 0,45         | 258         | 0,43        |
| Total                    | Total                    | Total                    | Total                    | 61 412       | 100          | 60 657      | 100         |
| Abstention               | Abstention               | Abstention               | Abstention               | 24 528       | 28,54        | 25 315      | 29,45       |
| Inscrits / participation | Inscrits / participation | Inscrits / participation | Inscrits / participation | 85 940       | 71,46        | 85 972      | 70,55       |

#### Deuxième circonscription
Députée sortante : Clémence Guetté (La France insoumise)
|                          | Clémence Guetté          | LFI (NFP)                | UG                       | 22 494 | 55,00 |  |  |
|                          | Antoine Ghaye            | RN                       | RN                       | 7 153  | 17,49 |  |  |
|                          | Mehmet Ceylan            | RE (ENS)                 | ENS                      | 6 559  | 16,04 |  |  |
|                          | Michel Sasportas         | LR (UDC)                 | LR                       | 2 103  | 5,14  |  |  |
|                          | Patricia Foffé           | VD - UDI                 | ECO                      | 1 236  | 3,02  |  |  |
|                          | Sabrina Pruvot           | LO                       | EXG                      | 546    | 1,34  |  |  |
|                          | Gérard Cruzille          | REC                      | REC                      | 514    | 1,26  |  |  |
|                          | Manon Haller             | PRCF                     | EXG                      | 291    | 0,71  |  |  |
|                          | Clémence Boutarin        | NPA-R                    | EXG                      | 0      | 0,00  |  |  |
|                          |                          |                          |                          |        |       |  |  |
| Votes valides            | Votes valides            | Votes valides            | Votes valides            | 40 896 | 97,66 |  |  |
| Votes blancs             | Votes blancs             | Votes blancs             | Votes blancs             | 600    | 1,43  |  |  |
| Votes nuls               | Votes nuls               | Votes nuls               | Votes nuls               | 378    | 0,90  |  |  |
| Total                    | Total                    | Total                    | Total                    | 41 874 | 100   |  |  |
| Abstention               | Abstention               | Abstention               | Abstention               | 23 503 | 35,95 |  |  |
| Inscrits / participation | Inscrits / participation | Inscrits / participation | Inscrits / participation | 65 377 | 64,05 |  |  |

#### Troisième circonscription
Député sortant : Louis Boyard (La France insoumise)
| Candidat                 | Candidat                      | Parti et coalition       | Nuance                   | Premier tour | Premier tour | Second tour | Second tour |
| Candidat                 | Candidat                      | Parti et coalition       | Nuance                   | Voix         | %            | Voix        | %           |
| ------------------------ | ----------------------------- | ------------------------ | ------------------------ | ------------ | ------------ | ----------- | ----------- |
|                          | Louis Boyard                  | LFI (NFP)                | UG                       | 19 290       | 42,17        | 21 492      | 46,92       |
|                          | Arnaud Barbotin,              | MC - RAD (RN)            | UXD                      | 12 491       | 27,31        | 13 810      | 30,15       |
|                          | Loïc Signor                   | RE (ENS)                 | ENS                      | 10 871       | 23,77        | 10 507      | 22,94       |
|                          | Géraldine Telle               | IC (LC)                  | DVC                      | 870          | 1,90         |             |             |
|                          | Lucien Noaile                 | LO                       | EXG                      | 651          | 1,42         |             |             |
|                          | Frédérique Poncet             | REC                      | REC                      | 650          | 1,42         |             |             |
|                          | Noël Agossa                   | SE                       | DVC                      | 602          | 1,32         |             |             |
|                          | Emmanuelly Gougougnan-Zadigue | DLF                      | DSV                      | 315          | 0,69         |             |             |
|                          |                               |                          |                          |              |              |             |             |
| Votes valides            | Votes valides                 | Votes valides            | Votes valides            | 45 740       | 96,55        | 45 809      | 97,19       |
| Votes blancs             | Votes blancs                  | Votes blancs             | Votes blancs             | 1 249        | 2,64         | 1 015       | 2,15        |
| Votes nuls               | Votes nuls                    | Votes nuls               | Votes nuls               | 385          | 0,81         | 309         | 0,66        |
| Total                    | Total                         | Total                    | Total                    | 47 374       | 100          | 47 133      | 100         |
| Abstention               | Abstention                    | Abstention               | Abstention               | 26 998       | 36,30        | 27 272      | 36,65       |
| Inscrits / participation | Inscrits / participation      | Inscrits / participation | Inscrits / participation | 74 372       | 63,70        | 74 405      | 63,35       |

#### Quatrième circonscription
Députée sortante : Maud Petit (Mouvement démocrate)
| Candidat                 | Candidat                 | Parti et coalition       | Nuance                   | Premier tour | Premier tour | Second tour | Second tour |
| Candidat                 | Candidat                 | Parti et coalition       | Nuance                   | Voix         | %            | Voix        | %           |
| ------------------------ | ------------------------ | ------------------------ | ------------------------ | ------------ | ------------ | ----------- | ----------- |
|                          | Adel Amara               | LFI (NFP)                | UG                       | 16 505       | 33,02        | 18 140      | 36,00       |
|                          | Maud Petit               | MoDem (ENS)              | ENS                      | 15 287       | 30,58        | 18 454      | 36,63       |
|                          | Alain Philippet          | RN                       | RN                       | 13 474       | 26,95        | 13 789      | 27,37       |
|                          | Bernard Chaussegros      | AC - TEM (LC)            | DVD                      | 1 292        | 2,58         |             |             |
|                          | Marie-Odile Perru        | LC (UDC)                 | DVC                      | 820          | 1,64         |             |             |
|                          | Soraya Benslimane        | DLF                      | DSV                      | 624          | 1,25         |             |             |
|                          | Michaël Bohbot           | REC                      | REC                      | 594          | 1,19         |             |             |
|                          | Brigitte Moulin          | LO                       | EXG                      | 557          | 1,11         |             |             |
|                          | Maxence Sobral           | Utiles                   | DVD                      | 543          | 1,09         |             |             |
|                          | Jean Dambreville         | Équinoxe                 | DVG                      | 293          | 0,59         |             |             |
|                          |                          |                          |                          |              |              |             |             |
| Votes valides            | Votes valides            | Votes valides            | Votes valides            | 49 989       | 97,61        | 50 383      | 97,99       |
| Votes blancs             | Votes blancs             | Votes blancs             | Votes blancs             | 898          | 1,75         | 760         | 1,48        |
| Votes nuls               | Votes nuls               | Votes nuls               | Votes nuls               | 325          | 0,63         | 272         | 0,53        |
| Total                    | Total                    | Total                    | Total                    | 51 212       | 100          | 51 415      | 100         |
| Abstention               | Abstention               | Abstention               | Abstention               | 23 671       | 31,61        | 23 495      | 31,36       |
| Inscrits / participation | Inscrits / participation | Inscrits / participation | Inscrits / participation | 74 883       | 68,39        | 74 910      | 68,64       |

#### Cinquième circonscription
Député sortant : Mathieu Lefèvre (Renaissance)
| Candidat                 | Candidat                  | Parti et coalition       | Nuance                   | Premier tour | Premier tour | Second tour | Second tour |
| Candidat                 | Candidat                  | Parti et coalition       | Nuance                   | Voix         | %            | Voix        | %           |
| ------------------------ | ------------------------- | ------------------------ | ------------------------ | ------------ | ------------ | ----------- | ----------- |
|                          | Mathieu Lefèvre           | RE (ENS)                 | ENS                      | 23 416       | 38,52        | 26 159      | 43,27       |
|                          | Julien Léger              | PCF (NFP)                | UG                       | 22 657       | 37,27        | 23 845      | 39,44       |
|                          | Isabelle Huguenin-Richard | RN                       | RN                       | 12 401       | 20,40        | 10 448      | 17,28       |
|                          | Simone Benouadah          | REC                      | REC                      | 853          | 1,40         |             |             |
|                          | Catherine Molinari,       | LDE - AC (LC)            | DVC                      | 717          | 1,18         |             |             |
|                          | François Joslin           | LO                       | EXG                      | 563          | 0,93         |             |             |
|                          | Maeva Sara Angèle         | HOR diss.                | DVC                      | 179          | 0,29         |             |             |
|                          |                           |                          |                          |              |              |             |             |
| Votes valides            | Votes valides             | Votes valides            | Votes valides            | 60 786       | 97,76        | 60 452      | 98,32       |
| Votes blancs             | Votes blancs              | Votes blancs             | Votes blancs             | 1 075        | 1,73         | 821         | 1,34        |
| Votes nuls               | Votes nuls                | Votes nuls               | Votes nuls               | 316          | 0,51         | 212         | 0,34        |
| Total                    | Total                     | Total                    | Total                    | 62 177       | 100          | 61 485      | 100         |
| Abstention               | Abstention                | Abstention               | Abstention               | 29 497       | 32,18        | 30 223      | 32,96       |
| Inscrits / participation | Inscrits / participation  | Inscrits / participation | Inscrits / participation | 91 674       | 67,82        | 91 708      | 67,04       |

#### Sixième circonscription
Député sortant : Guillaume Gouffier Valente (Renaissance)
| Candidat                 | Candidat                   | Parti et coalition       | Nuance                   | Premier tour | Premier tour | Second tour | Second tour |
| Candidat                 | Candidat                   | Parti et coalition       | Nuance                   | Voix         | %            | Voix        | %           |
| ------------------------ | -------------------------- | ------------------------ | ------------------------ | ------------ | ------------ | ----------- | ----------- |
|                          | May Bouhada                | LÉ (NFP)                 | UG                       | 24 417       | 40,63        | 26 049      | 47,46       |
|                          | Guillaume Gouffier Valente | RE (ENS)                 | ENS                      | 22 464       | 37,38        | 28 834      | 52,54       |
|                          | Martina Gabelica           | RN                       | RN                       | 8 347        | 13,89        |             |             |
|                          | Victor Gaonach             | NÉ (UDC)                 | DVD                      | 2 325        | 3,87         |             |             |
|                          | Rémy Longetti              | REC                      | REC                      | 1 099        | 1,83         |             |             |
|                          | Tony Renault               | ÉAC                      | ECO                      | 979          | 1,63         |             |             |
|                          | Véronique Hunaut           | LO                       | EXG                      | 290          | 0,48         |             |             |
|                          | Murielle Morand            | NPA-R                    | EXG                      | 176          | 0,29         |             |             |
|                          |                            |                          |                          |              |              |             |             |
| Votes valides            | Votes valides              | Votes valides            | Votes valides            | 60 097       | 98,53        | 54 883      | 95,54       |
| Votes blancs             | Votes blancs               | Votes blancs             | Votes blancs             | 608          | 1,00         | 1 941       | 3,38        |
| Votes nuls               | Votes nuls                 | Votes nuls               | Votes nuls               | 287          | 0,47         | 622         | 1,08        |
| Total                    | Total                      | Total                    | Total                    | 60 992       | 100          | 57 446      | 100         |
| Abstention               | Abstention                 | Abstention               | Abstention               | 21 439       | 26,01        | 24 996      | 30,32       |
| Inscrits / participation | Inscrits / participation   | Inscrits / participation | Inscrits / participation | 82 431       | 73,99        | 82 442      | 69,68       |

#### Septième circonscription
Députée sortante : Rachel Keke (La France insoumise)
| Candidat                 | Candidat                 | Parti et coalition       | Nuance                   | Premier tour | Premier tour | Second tour | Second tour |
| Candidat                 | Candidat                 | Parti et coalition       | Nuance                   | Voix         | %            | Voix        | %           |
| ------------------------ | ------------------------ | ------------------------ | ------------------------ | ------------ | ------------ | ----------- | ----------- |
|                          | Rachel Keke              | LFI (NFP)                | UG                       | 18 736       | 43,65        | 20 088      | 49,33       |
|                          | Vincent Jeanbrun         | LR (UDC)                 | LR                       | 14 869       | 34,64        | 20 633      | 50,67       |
|                          | Claude Lédion            | RN                       | RN                       | 8 111        | 18,89        |             |             |
|                          | Claire Maury             | LO                       | EXG                      | 623          | 1,45         |             |             |
|                          | Florence de La Ruelle    | REC                      | REC                      | 493          | 1,15         |             |             |
|                          | Rachel Castin            | NÉP                      | EXD                      | 95           | 0,22         |             |             |
|                          |                          |                          |                          |              |              |             |             |
| Votes valides            | Votes valides            | Votes valides            | Votes valides            | 42 927       | 97,74        | 40 721      | 96,16       |
| Votes blancs             | Votes blancs             | Votes blancs             | Votes blancs             | 716          | 1,63         | 1 239       | 2,93        |
| Votes nuls               | Votes nuls               | Votes nuls               | Votes nuls               | 278          | 0,63         | 387         | 0,91        |
| Total                    | Total                    | Total                    | Total                    | 43 921       | 100          | 42 347      | 100         |
| Abstention               | Abstention               | Abstention               | Abstention               | 22 869       | 34,24        | 24 464      | 36,62       |
| Inscrits / participation | Inscrits / participation | Inscrits / participation | Inscrits / participation | 66 790       | 65,76        | 66 811      | 63,38       |

#### Huitième circonscription
Député sortant : Michel Herbillon (Les Républicains)
| Candidat                 | Candidat                 | Parti et coalition       | Nuance                   | Premier tour | Premier tour | Second tour | Second tour |
| Candidat                 | Candidat                 | Parti et coalition       | Nuance                   | Voix         | %            | Voix        | %           |
| ------------------------ | ------------------------ | ------------------------ | ------------------------ | ------------ | ------------ | ----------- | ----------- |
|                          | Michel Herbillon         | LR (UDC)                 | LR                       | 24 722       | 44,13        | 30 568      | 58,44       |
|                          | João Martins Pereira     | PS (NFP)                 | UG                       | 20 658       | 36,88        | 21 743      | 41,56       |
|                          | Raphaël Turpin           | RN                       | RN                       | 9 085        | 16,22        |             |             |
|                          | Olivier Buclin           | REC                      | REC                      | 1 009        | 1,80         |             |             |
|                          | Amandine Cheyns          | LO                       | EXG                      | 546          | 0,97         |             |             |
|                          |                          |                          |                          |              |              |             |             |
| Votes valides            | Votes valides            | Votes valides            | Votes valides            | 56 020       | 98,66        | 52 311      | 97,31       |
| Votes blancs             | Votes blancs             | Votes blancs             | Votes blancs             | 528          | 0,93         | 1 037       | 1,93        |
| Votes nuls               | Votes nuls               | Votes nuls               | Votes nuls               | 230          | 0,41         | 409         | 0,76        |
| Total                    | Total                    | Total                    | Total                    | 56 778       | 100          | 53 757      | 100         |
| Abstention               | Abstention               | Abstention               | Abstention               | 20 262       | 26,30        | 23 263      | 30,20       |
| Inscrits / participation | Inscrits / participation | Inscrits / participation | Inscrits / participation | 77 040       | 73,70        | 77 020      | 69,80       |

#### Neuvième circonscription
Députée sortante : Isabelle Santiago (Parti socialiste)
| Candidat                 | Candidat                 | Parti et coalition       | Nuance                   | Premier tour | Premier tour |
| Candidat                 | Candidat                 | Parti et coalition       | Nuance                   | Voix         | %            |
| ------------------------ | ------------------------ | ------------------------ | ------------------------ | ------------ | ------------ |
|                          | Isabelle Santiago        | PS (NFP)                 | UG                       | 19 548       | 58,09        |
|                          | Wenqi Cui                | RN                       | RN                       | 6 083        | 18,08        |
|                          | Noémie Amirou            | PRV (ENS)                | ENS                      | 4 964        | 14,75        |
|                          | Jérôme Aubertin          | LR (UDC)                 | LR                       | 1 353        | 4,02         |
|                          | Christophe Jaubert       | ÉAC                      | ECO                      | 730          | 2,17         |
|                          | Marie Vieira             | LO                       | EXG                      | 353          | 1,05         |
|                          | Ambroise Ramassamy       | REC                      | REC                      | 353          | 1,05         |
|                          | Véronique Ducandas       | PT                       | EXG                      | 184          | 0,55         |
|                          | Sophie Ortole            | LDF - NÉP                | EXD                      | 82           | 0,24         |
|                          | Luc Chevallier           | NPA-R                    | EXG                      | 0            | 0,00         |
|                          |                          |                          |                          |              |              |
| Votes valides            | Votes valides            | Votes valides            | Votes valides            | 33 650       | 97,81        |
| Votes blancs             | Votes blancs             | Votes blancs             | Votes blancs             | 469          | 1,36         |
| Votes nuls               | Votes nuls               | Votes nuls               | Votes nuls               | 284          | 0,83         |
| Total                    | Total                    | Total                    | Total                    | 34 403       | 100          |
| Abstention               | Abstention               | Abstention               | Abstention               | 20 042       | 36,81        |
| Inscrits / participation | Inscrits / participation | Inscrits / participation | Inscrits / participation | 54 445       | 63,19        |

#### Dixième circonscription
Députée sortante : Mathilde Panot (La France insoumise)
| Candidat                 | Candidat                 | Parti et coalition       | Nuance                   | Premier tour | Premier tour |
| Candidat                 | Candidat                 | Parti et coalition       | Nuance                   | Voix         | %            |
| ------------------------ | ------------------------ | ------------------------ | ------------------------ | ------------ | ------------ |
|                          | Mathilde Panot           | LFI (NFP)                | UG                       | 25 536       | 59,27        |
|                          | Shannon Seban            | RE (ENS)                 | ENS                      | 7 977        | 18,51        |
|                          | Elise Lin                | RN                       | RN                       | 6 408        | 14,87        |
|                          | Coralie Barberon         | VD - UDI                 | ECO                      | 1 788        | 4,15         |
|                          | Christine Lichtenauer    | LO                       | EXG                      | 491          | 1,14         |
|                          | Charlotte Sevestre       | REC                      | REC                      | 469          | 1,09         |
|                          | Selma Labib              | NPA-R                    | EXG                      | 212          | 0,49         |
|                          | Farid Aïssaoui           | SE                       | DIV                      | 204          | 0,47         |
|                          |                          |                          |                          |              |              |
| Votes valides            | Votes valides            | Votes valides            | Votes valides            | 43 085       | 97,63        |
| Votes blancs             | Votes blancs             | Votes blancs             | Votes blancs             | 664          | 1,50         |
| Votes nuls               | Votes nuls               | Votes nuls               | Votes nuls               | 381          | 0,86         |
| Total                    | Total                    | Total                    | Total                    | 44 130       | 100          |
| Abstention               | Abstention               | Abstention               | Abstention               | 22 498       | 33,77        |
| Inscrits / participation | Inscrits / participation | Inscrits / participation | Inscrits / participation | 66 628       | 66,23        |

#### Onzième circonscription
Députée sortante : Sophie Taillé-Polian (Génération.s)
| Candidat                 | Candidat                 | Parti et coalition       | Nuance                   | Premier tour | Premier tour |
| Candidat                 | Candidat                 | Parti et coalition       | Nuance                   | Voix         | %            |
| ------------------------ | ------------------------ | ------------------------ | ------------------------ | ------------ | ------------ |
|                          | Sophie Taillé-Polian     | G.s (NFP)                | UG                       | 24 447       | 57,36        |
|                          | Nathalie Picot           | RE (ENS)                 | ENS                      | 8 494        | 19,93        |
|                          | Sylvie Bouchot           | RN                       | RN                       | 6 093        | 14,30        |
|                          | Cédric Rivet-Sow         | SL (UDC)                 | DVD                      | 1 504        | 3,53         |
|                          | Charles Mariaud          | VD - UDI                 | UDI                      | 1 167        | 2,74         |
|                          | Lydie Cousty             | REC                      | REC                      | 452          | 1,06         |
|                          | Christine Samson         | LO                       | EXG                      | 319          | 0,75         |
|                          | Sébastien Sugranes       | NPA-R                    | EXG                      | 146          | 0,34         |
|                          |                          |                          |                          |              |              |
| Votes valides            | Votes valides            | Votes valides            | Votes valides            | 42 622       | 98,15        |
| Votes blancs             | Votes blancs             | Votes blancs             | Votes blancs             | 587          | 1,35         |
| Votes nuls               | Votes nuls               | Votes nuls               | Votes nuls               | 217          | 0,50         |
| Total                    | Total                    | Total                    | Total                    | 43 426       | 100          |
| Abstention               | Abstention               | Abstention               | Abstention               | 22 634       | 34,26        |
| Inscrits / participation | Inscrits / participation | Inscrits / participation | Inscrits / participation | 66 060       | 65,74        |